# Barranc de les Tarteres
El Barranc de les Tarteres, és un dels barrancs del territori de Claramunt, dins de l'antic terme de Fígols de Tremp, actualment inclòs en el terme municipal de Tremp, al Pallars Jussà.
Es forma al vessant sud del Serrat del Casó, des d'on davalla cap al sud-oest. Passa a prop i a llevant del Puny del Moro i a ponent del poble de Claramunt, de Casa de l'Escolà, que queda a ponent, i finalment s'aboca en el barranc de la Vileta, a la Creu de barrancs.